# Скобар
Скобар (Chondrostoma nasus) или бойник е риба от семейство Шаранови (Cyprinidae).

## Описание
Рибата достига на дължина до 50 cm, а на тегло 1 – 1,5 кг. Световният рекорд е 2,49 кг и е поставен през 2010 година в река Рейн, Германия. Много рядко скобарът може да стигне и до два килограма. Той е типично речна стадна риба, която обича и непрестанно търси течението. Стремително издълженото му и леко странично сплескано тяло загатва за големите му способности на плувец. Скобарът е на трето място по скорост на плуване сред рибите в България. Преди него са само балканската и дъговата пъстърва, а веднага след него се нарежда расперът.
Скобарът е покрит със сравнително едри сребристи люспи. Всичките му плавници, с изключение на гръбния, са оранжево-жълтеникави. Гръбната му перка обаче е опушено сива. Най-лесният признак за разпознаването на скобара обаче си остава неговата уникална уста. Тя е долно разположена, при това доста назад от върха на изострената напред муцуна. Характерна за устата на скобара е острата като длето долна устна, с която рибата стърже водорасли от скалите и камъните. Поради странното разположение на устата си скобарът е принуден да се завърта настрани или направо нагоре с корема, за да приема храна. На терена на излета това се забелязва като твърде често проблясване на рибите във водата. Скобарът е риба с твърдо установени навици и приумици. Поради това мнозина риболовци са склонни да му приписват едва ли не човешки качества като капризност, коварство и т.н. Истината е, че скобарите, изглежда, инстинктивно изпълняват някои рибешки ритуали, но с такава вдаденост и последователност, че това изглежда едва ли не като съзнателно поведение.

## Разпространение и местообитание
Скобарите обитават средните течения на някои наши реки – Струма, Росица, Марица, Арда, Тунджа, Тополница, Малък Искър, Вит и, разбира се, Дунав. Но може да ги видим и нагоре или надолу от тази средна зона. Любимите им места често съвпадат с тези на черната мряна, поради което двете риби понякога се ловят заедно. Скобарите обаче спазват абсолютна ръстова йерархия. Стадата им са дълги върволици от почти еднакви на големина риби. Едрите скобари с настървение прогонват всичко по-дребно от тях от района, в който се настаняват. Тяхното място в реката най-често е долният край на бързея, веднага след който има увеличаване на дълбочината. На такива места по дъното най-често има редица от едри камъни, а зад тях – по-дълбочка трапчинка. Това е идеалното място за скобара. Така той хем е в бързея, хем има известен „завет“ от течението в окопчето зад редичката камъни. Друга важна привичка на тази риба е фактът, че нейните ята може да се проточат на стотици метри в подводна „индианска нишка“. Скобарите са чудесен пример за илюстрация на теорията за т. нар. рибни пътеки. При своите странствания нагоре по течението скобарите никога не са движат в средата на реката. Най-често те минават на 1,5 – 2,5 метра от брега, но винаги следвайки едни и същи рибни пътеки на дълбочина около 1,20 – 1,50 метра. Идеалният им път дори не е покрит с камъни, а с подводни, широки 15–20 см цепнатини по протежение на течението.
Скобарът обитава също така и вирове със скалисто дъно (леска). Тя лесно се покрива със ситни водорасли (глен) и скобарът се задържа там. На такива месна риболова на скобар е много успешен и доста по-лесен, отколкото на каменисто дъно. Липсват неприятни закачки, а също така захранването се извършва по-лесно. Обикновено има образувани „копки“ по дъното и когато захранката попадне там няма опасност да бъде отнесена от течението. Захранка: много колеги, включително и аз предпочитаме да ползваме за захранка „чист хляб“ понеже допълнителните аромати примамват и дребната риба (уклей, кротушки и други). Първото захранване е най-важно – хляба се подава на топки, които трябва да са максимално пресовани и жилави – омесва се поне един хляб. Добре е първо да се захрани и след това да се насочим към такъмите. През първите 10-20 минути няма смисъл да се лови понеже скобарът още не е дошъл и ще ловим само дребосък. Когато дребната риба престане да дърпа, значи скобарът е дошъл на захранката ни. Мястото трябва да се захранва периодично с малки топки, но не по-рано от 1,5 след първата захранка.

## Риболов
Познаването на твърдите навици на скобара е половината от успеха в преследването му, защото, от друга страна, той си остава непредвидим. Има прекрасни дни с време, температура, бистрота на водата и всички условия за убийствен риболов. Скобарите са пред нас в местата, на които сме ги „драли“ стотици пъти. Но не пипат на нищо. Каквото и да направим, откъдето и да замятаме, каквито и захранки да им предлагаме. Те са тук, но не и за нас. Причината за тази направо издевателска тяхна самостоятелност е в начина на хранене на скобарите. Когато си ще, рибата си настъргва малко водорасли от камъните и се засища. Напролет скобарите без особени притеснения си стържат оплоден чужд хайвер, после водораслите се развиват и те могат да минат прекрасно и без нашата стръв.